# Rede social livre
Uma rede social livre é um rede social baseada em software livre. Em geral, não possui fins lucrativos e pode ser autogestionada por comunidades e seus usuários possuem autonomia sobre a sua identidade e portabilidade de dados.

## Características
Em geral, esse tipo de rede possui uma ou mais das seguintes características:
Os projetos de redes sociais livres ou redes sociais federadas geralmente desenvolvem software, protocolos, ou ambos. Tanto o software como os protocolos costumam ser livres e de código aberto. Isso permite que os usuários com conhecimento técnico possam baixar o software dos repositórios, montar um nó próprio e o gerir. Também permite a sua colaboração no desenvolvimento dos projetos.

### Distribuídas
Cada rede social funciona com muitos servidores - denominados nós, instâncias ou pods - conectados entre si. Os servidores são montados e administrados pelos usuários, comunidades e organizações, em geral, autogestionadas e independentes. O usuário (ou grupo) que gestiona uma instância pode decidir o seu funcionamento, financiamento, manejo de dados, políticas de conteúdo, etc.
O registro de novos usuários costuma ser livre, sempre que as assinaturas para os nódulos estejam abertas. Em alguns casos, é necessário um convite de outros usuários ativos para cadastrar-se (como foi o caso da Diaspora* inicialmente) ou a partir de uma avaliação do administrador (ou equipe de administração) do nó ou instância. Isso é feito para evitar que um nó concentre muitos usuários e impulsionar o crescimento de outros nós. Em algumas redes sociais livres os nós ou instâncias pedem que os usuários registrem-se de acordo com a sua localização geográfica, idiomas, interesses em comum ou preferências temáticas (política, artes, etc) e tambḿ com conteúdos com etiquetas NSFW.

### Federadas

Gráfico sobre redes sociais livres. Protocolos compatíveis com Fediverse e a Federação (a partir de agosto de 2019)

As redes sociais livres utilizam distintos protocolos que mediante normas abertas garantam a interoperabilidade entre diferentes aplicações sociais. Atualmente existem cinco protocolos para redes sociais livres: ActivityPub, Ostatus, Zot, DFRN e Diaspora, sendo o primeiro o que concentra a maior quantidade de redes, chamadas no seu conjunto de Fediverso. Quando várias redes compartilham um mesmo protocolo, se diz que "federam" entre si, o que quer dizer que os usuários podem interagir mesmo que os seus perfis tenham sido criados em redes sociais distintas.

## Diferenças de outras redes sociais
A vantagem destas redes é que elas dão um maior controle ao usuário a respeito de que informações compartilha e com quem, respeitando a sua privacidade.
Diferentemente das redes sociais comerciais (também denominadas privadas ou proprietárias), as redes sociais livres não processam as informações com mineração de dados nem geram mapas de vínculos para fins comerciais. Ao invés disso, adotam o mecanismo de sustentabilidade através de doações (como a Wikipedia, Mozilla Firefox, Apache OpenOffice, LibreOffice, etc.).
Uma desvantagem é que em alguns casos tem maior dificuldade de penetração inicial para os nichos fora das comunidades de geeks de informática ou grupos sociais alternativos, justamente por não tratar-se de empreendimentos comerciais com grandes volumes de publicidade ou recursos que permitam suportar os enormes volumes de usuários que as redes comerciais suportam, e também, em menor medida, pela necessidade de conhecimentos técnicos para aqueles não muito entendidos de informática.
É possível baixar o programa de cada projeto dos seus sites correspondentes, caso se queira colaborar com um servidor próprio. Caso contrário, existem servidores disponíveis para registrar-se. Em alguns casos, como Pump.io, o servidor de registro para novos usuários muda regularmente para evitar a centralização.
Muitas destas redes ainda econtram-se no estágio “beta”, e em alguns casos a experiência do usuário é considerada insatisfatória.
Não há um equivalente exato entre essas redes e as redes sociais comerciais. A GNU Social, Mastodon e StatusNet são o que há de mais parecido com o Twitter. Tanto por suas funcionalidades quanto pelo número limitado de caracteres. Também permitem fazer upload de imagens em diversos formatos. A mais parecida com o Facebook é a Diaspora*.

## Exemplos
Existe uma variedade de redes sociais livres. A seguir listam-se algumas com suas principais características
| Tipo                           | Nome do projeto | Características principais | Protocolos  | Instância inicial | Instância(s) em português | Desenvolvimento |
| ------------------------------ | --------------- | --- | ----------- | ----------------- | ------------------------- | --------------- |
| Blog                           | WriteFreely     | Versão gratuita limitada. Versão paga possui mais funções. | ActivityPub |                   |                           |                 |
| Audiovisual / Áudio e música   | Funkwhale       | | ActivityPub |                   |                           |                 |
| Audiovisual / Vídeo e animação | Peertube        | | ActivityPub |                   |                           |                 |
| Estados                        | Diaspora*       | | Diaspora    |                   | SIm                       |                 |
| Estados                        | Friendica       | Sem limite de caracteres. | DFRN        |                   |                           |                 |
| Fotografia                     | PixelFed        | | ActivityPub | pixelfed.social   |                           |                 |
| Microblogging                  | GNU Social      | | Ostatus     |                   |                           |                 |
| Microblogging                  | Mastodon        | Limite de caracteres em 500 caracteres. Conteúdo multimídia. Uso de etiquetas. Menções a outros usuários. Configuração de privacidade de publicações como públicas (por padrão), sem listar, só seguidores ou mensagens diretas. Apagar publicações e voltá-las a rascunho para corrigí-las. | ActivityPub | mastodon.social   | Sim                       |                 |